# Palmersdorfer Hof
Der Palmersdorfer Hof an der Kreisstraße 7 im Osten Brühls, dessen Ursprung auf das 10. Jahrhundert zurückgeht und der zu dieser Zeit dem Kölngau zugehörig war, ist eine historisch bedeutende Stätte der Stadt. Der Hof gilt im Gegensatz zu den geschichtlich früher belegten Ansiedlungen der Stadtteile Pingsdorf und Kierberg (Mereche), die erst im 20. Jahrhundert eingemeindet wurden, als älteste Ansiedlung des Brühler Kerngebietes.

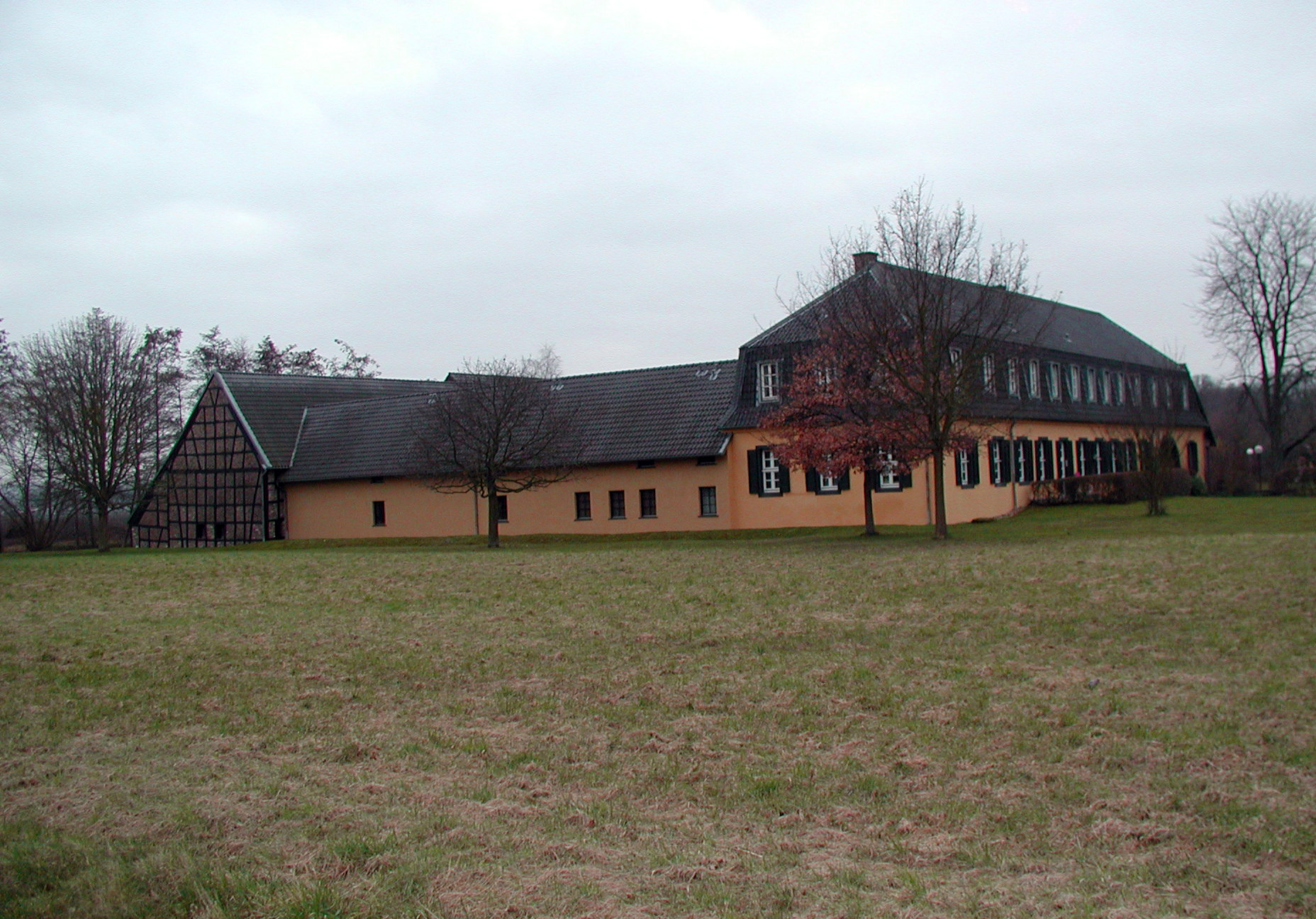
Palmersdorfer Hof

## Geschichte
Die Geschichte des Palmersdorfer Hofes, „zu Palmerstorp“, geht auf das Jahr 929 zurück. Das Adelsgut soll nach Aegidius Gelenius auch eine römische Gründung gewesen sein. Urkundliche Hinweise geben den Aufschluss, dass Kölner Erzbischöfe in diesem Gebiet größere Besitzungen hatten. Erstes Land in diesem Gebiet erhielten die Schwestern des St. Cäcilienstiftes in Köln durch Erzbischof Wichfrid (auch Wigfriied) im Jahr 929. Der Nachfolger Wichfrids, Erzbischof Brun, schenkte im Jahr 961 durch Diploma (Urkunde) ebenfalls an St. Cäcilien in Köln einen und einen halben Mansus in Palmersdorf an die Schwestern des Kölner Ordens.

### Palmersdorfer Bach und Motte

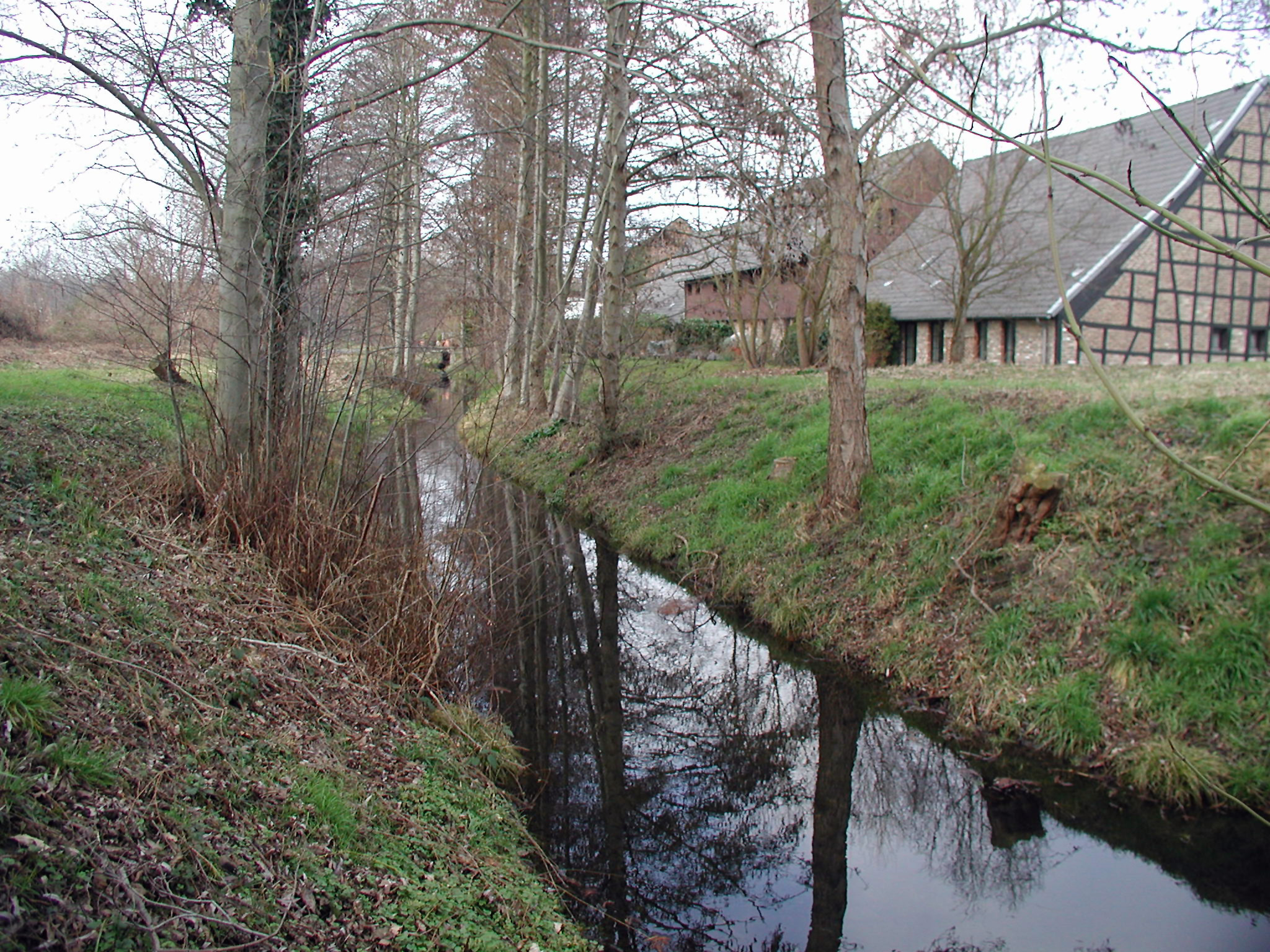
Südtrakt mit Erlen

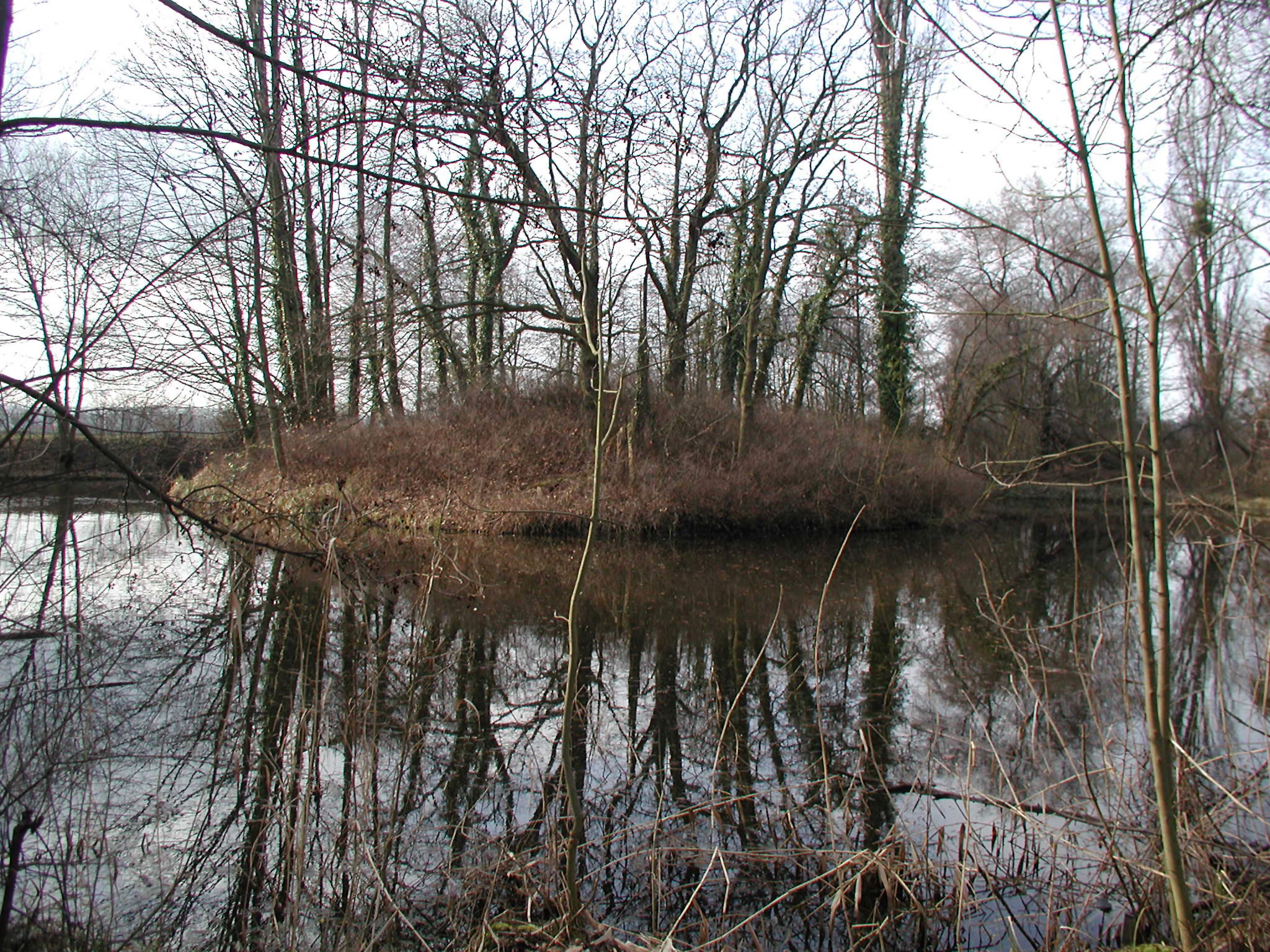
Historische Motte, eventuell noch 10. Jahrhundert

Das Quellgebiet am Villerücken im Westen Brühls versorgte schon in früher Zeit die Menschen mit reinem Wasser, vor dem Abbau des natürlichen Wasserspeichers der Braunkohle allerdings in größerer Menge als heute. Einer dieser von den Hängen der Ville kommenden Bachläufe durchfloss die waldbestandene Ebene am Westrand der inneren Kölner Bucht (hier das Gebiet der späteren Gemeinde Brühl), der in Richtung des um 820 „Waslicia“ genannten Wesseling dem Rhein zuführende Palmersdorfer Bach. Er trieb Mühlen an und war in der Landwirtschaft für die Bewässerung unabdingbar. Das Bachgewässer diente aber auch dem Schutz vor Angriffen marodierender Banden. So waren nicht nur die Hofanlagen mit tiefen Wassergräben umgeben, sondern auch eine südlich der Höfe auf einer Insel im 10. Jahrhundert errichtete kleine Fliehburg (Motte).
Solche in den Talauen gelegene Fliehburgen, mit Palisaden verstärkte und mittig errichtete Wehrtürme (anfangs aus Holz, dann Stein), finden sich an vielen Orten des Rhein-Erft-Kreises.

### Besitz des Cäcilienstiftes

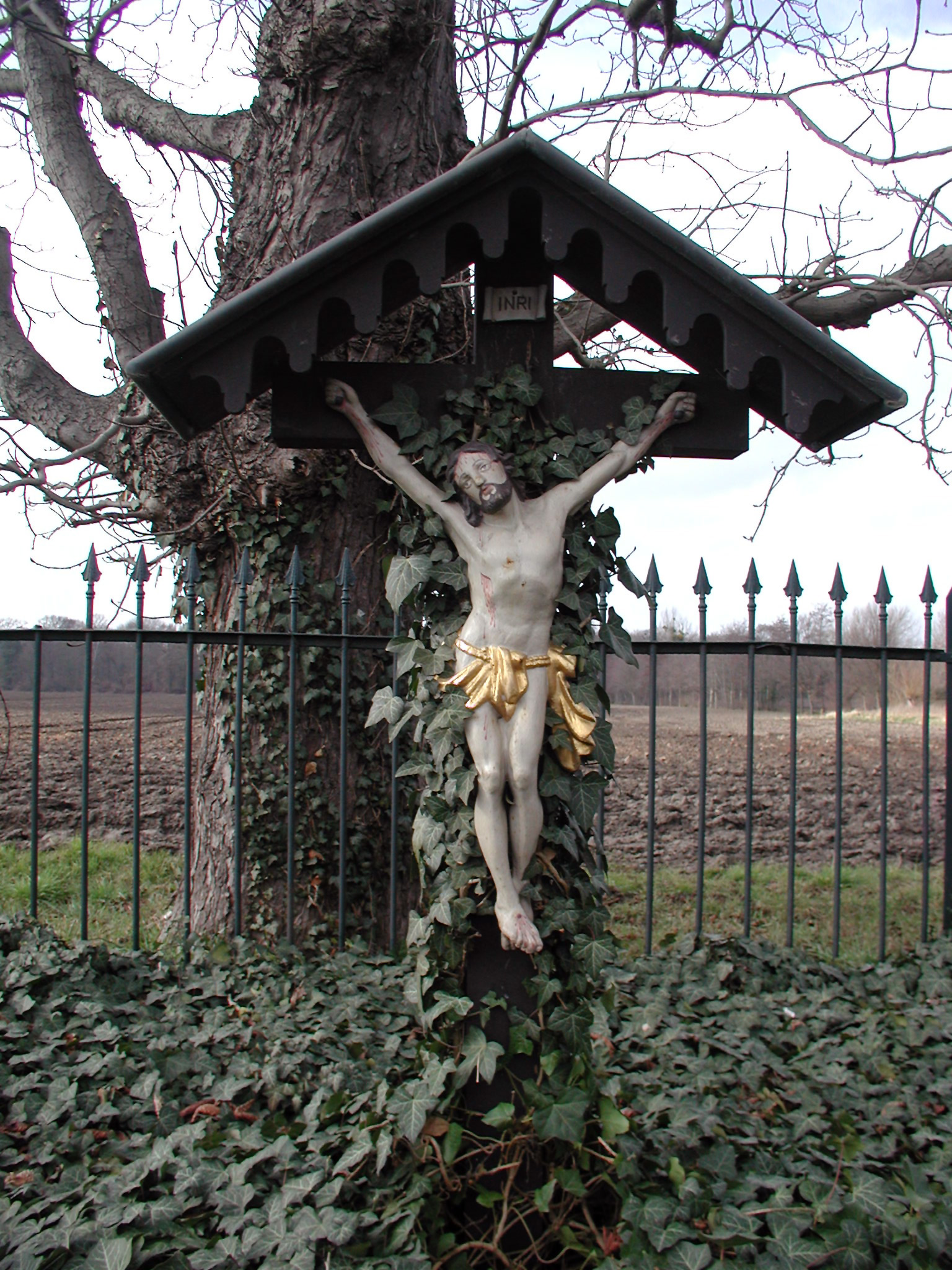
Das Kreuz markiert die Lage der ehemaligen Zufahrt der Hofanlage

Zu dem ausgedehnten Landbesitz der hier gegründeten klösterlichen Vogtei gehörte der Palmersdorfer Fronhof, der nach der Schenkung an die Ordensschwestern von St. Cäcilien an ihren jeweiligen Klostervogt zu Lehen gegeben wurde. Diesem Gut gehörte neben einer Anzahl kleinerer Hofstellen als zweites großes Gehöft der Cäcilienhof an.

### Unter Kloster Burbach
Spätestens in der Mitte des 13. Jahrhunderts fand in Palmersdorf ein Besitzerwechsel statt. Eine Güterliste des Jahres 1256 führt unter anderem auch Palmersdorf zu den Besitzungen des Zisterzienserinnenklosters in Burbach auf. Bestätigt wurde dies durch eine Urkunde des gleichen Jahres, in der Papst Alexander das Kloster mit seinen Besitzungen unter seinen Schutz stellte.

### Hofgut des Deutschen Ritterordens

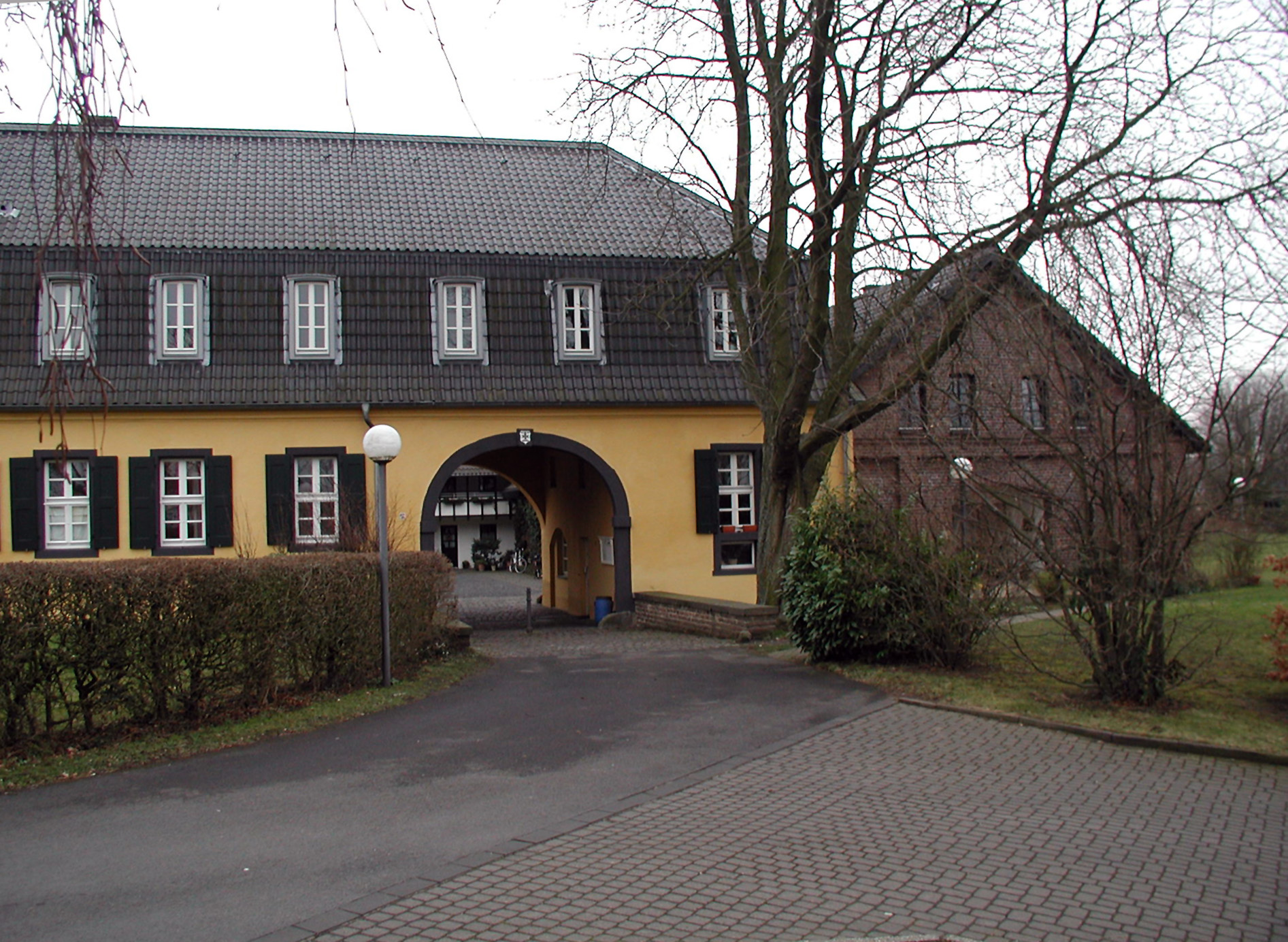
Herrenhaus, Eingang Innenhof

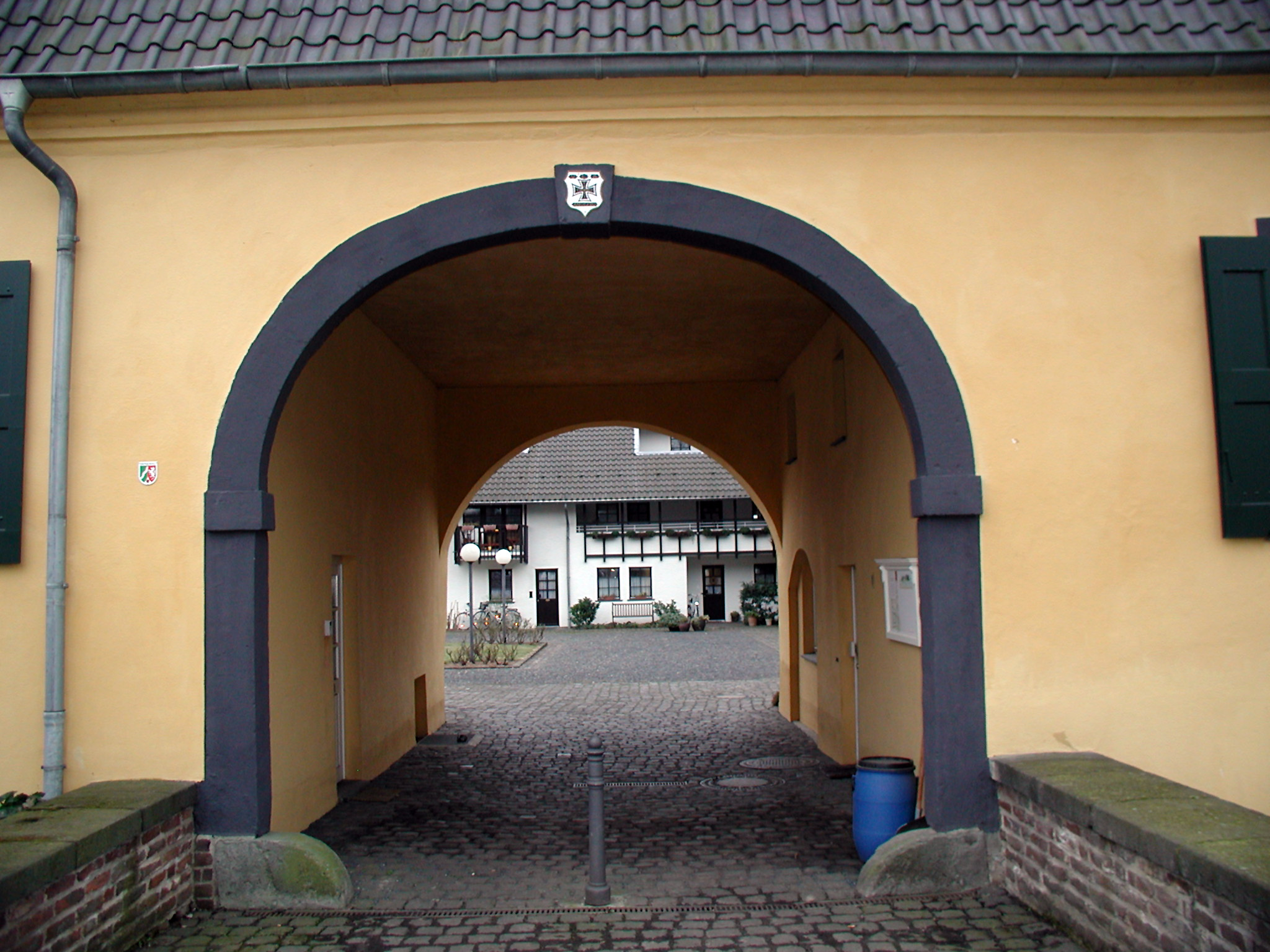
Wappen des Deutschen Ordens (1750)

Im Verlauf der kriegerischen Ereignisse um die Kandidatur von Wilhelm Egon von Fürstenberg für Thron und Bischofsstuhl des Kölner Erzbistums und Kurfürstentums wurde 1689 neben dem Brühler Schloss auch der Palmersdorfer Hof zerstört. Ob nach der Zerstörung ein sofortiger Wiederaufbau oder ein Besitzwechsel stattfand, liegt im Dunkel. Ein im heutigen Torbogen des Herrenhauses erhaltener konischer Schlussstein zeigt die Jahreszahl 1750 und impliziert den Wechsel der Besitzverhältnisse durch ein ebenfalls abgebildetes Wappenkreuz des Deutschen Ritterordens als neuen Eigentümers des Hofes. Hochmeister war Kurfürst Clemens August.

### Weltliche Eigentümer

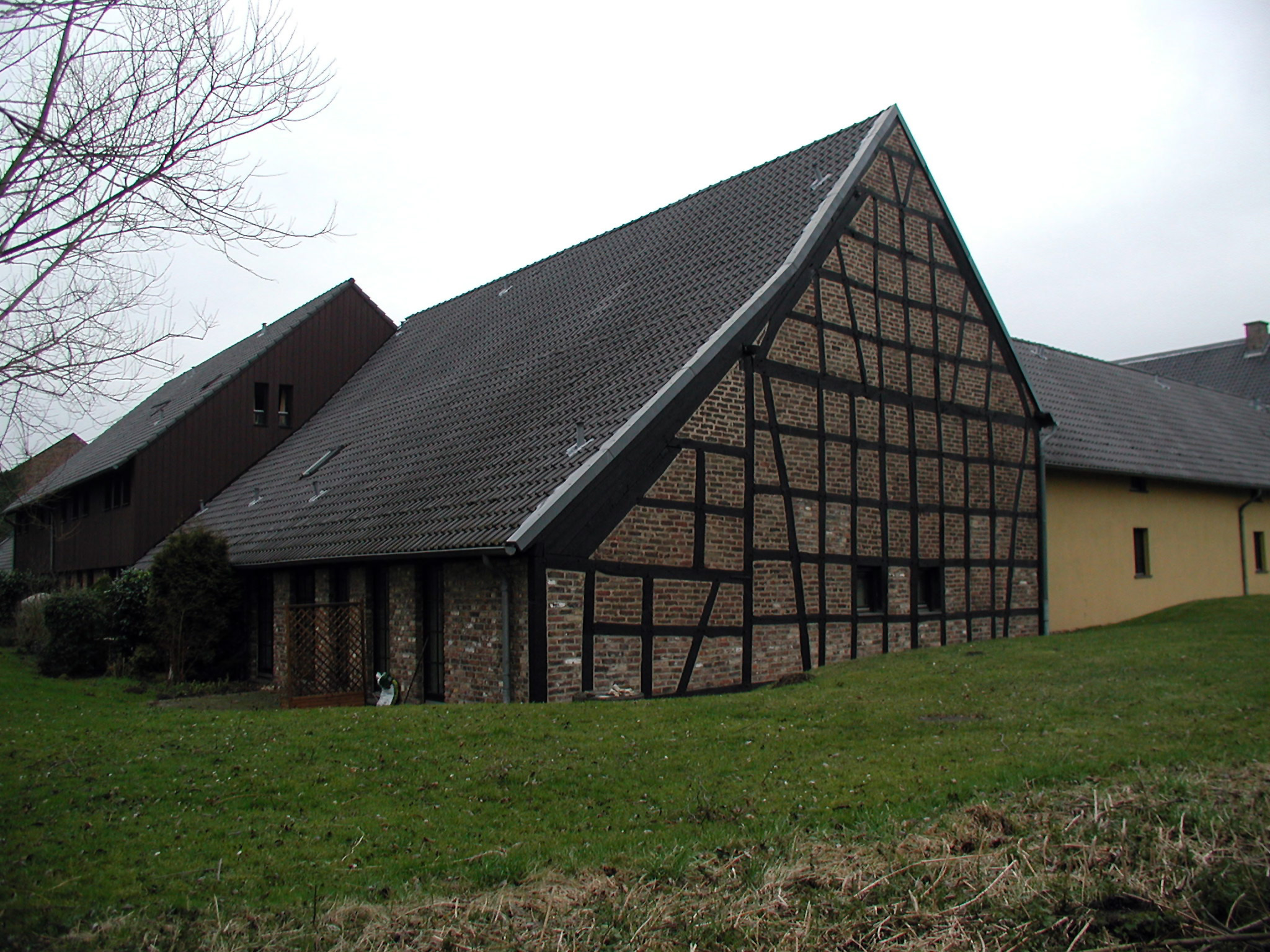
Fachwerk um 1700

Mit der Okkupation des Rheinlandes durch Frankreich im Jahr 1794 und der folgenden Säkularisation verlor der Palmersdorfer Hof seinen letzten kirchlichen Eigentümer. Der Orden wurde enteignet, und um 1809 wurde der Hof versteigert. Ein Teil der Hofanlage, der ehemalige Haupthof von St. Cäcilien, wurde nach 1820 aufgegeben und abgerissen. Eine Federzeichnung der Anlage Palmersdorfs zeigt einen Kartenausschnitt um 1820. Er zeigt den zu dieser Zeit noch zwischen mehreren Gebäuden und einem Vierseithof hervortretenden Bach, der dann in seinem weiteren Verlauf einen Teich und die Gräben der Motte füllt.

### Heutige Eigentümergemeinschaft

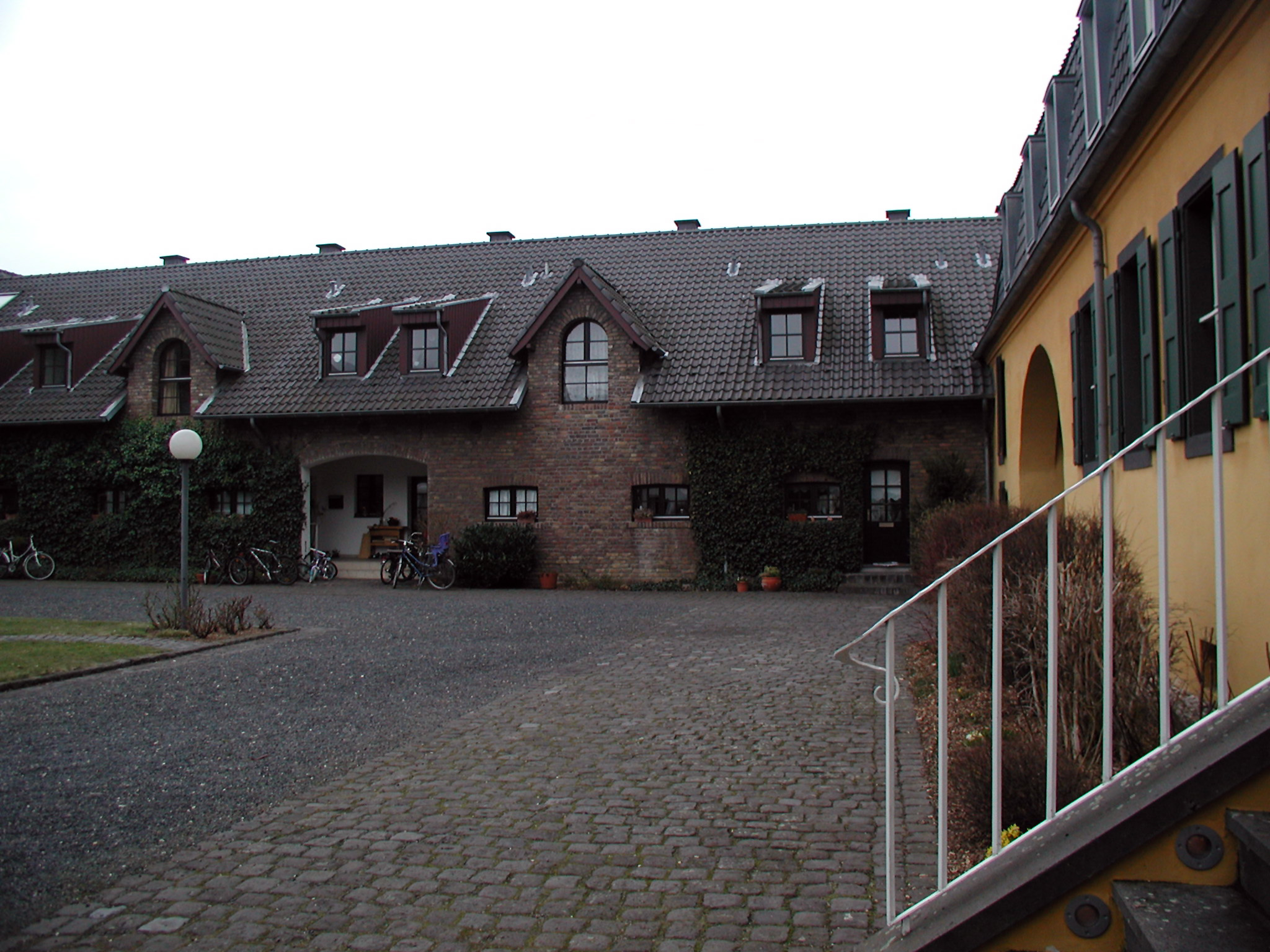
Innenhof

Das Anwesen besteht aus einer Gruppe mehrerer miteinander verbundener Gebäude, die um einen rechteckigen Innenhof angeordnet sind. Die jetzt vorhandenen in den 1980er Jahren umgebauten Gebäude waren überwiegend Folgebauten des 18. Jahrhunderts, von denen jedoch nur die restaurierten Fassaden erhalten wurden. So stammt das Fachwerk der ehemaligen Scheune wahrscheinlich aus der Zeit um 1700. Aus der Hofanlage wurde ein zu Wohnzwecken aufgeteilter Privatbesitz in 30 unterschiedlichen Größeneinheiten gestaltet. Das historische Gesamtbild eines barocken Vierkanthofes der von freier Flur umgebenen Hofanlage Palmersdorf blieb im Wesentlichen erhalten.